# 反革命党
反革命党（荷蘭語：Anti-Revolutionaire Partij，简称ARP）是荷兰的一个新教保守主义与基督教民主主义政党。 该党于1879年由亚伯拉罕·凯佩尔创立，他是一位新加尔文主义神学家及牧师，曾在1901年至1905年间担任荷兰首相（凯佩尔内阁）。1980年该党与天主教人民党（KVP）及基督教历史联盟（CHU）合并，组建为基督教民主呼吁（CDA）。